# Mouy
Mouy [mwi] ist eine französische Kleinstadt mit 5.339 Einwohnern (Stand 1. Januar 2022) im Département Oise in der Region Hauts-de-France. Sie gehört zum Arrondissement Clermont und zum Kanton Mouy.

## Geographie
Die Stadt Mouy liegt am Fluss Thérain, zwölf Kilometer nordwestlich von Creil. Mit der Nachbargemeinde Bury teilt sich Mouy einen Bahnhof an der Bahnstrecke von Beauvais nach Creil. Zu Mouy gehören die Ortsteile Coincourt, Janville und Fourneaux und Nœud.

## Bevölkerungsentwicklung
| Jahr                       | 1962 | 1968 | 1975 | 1982 | 1990 | 1999 | 2011 | 2021 |
| Einwohner                  | 3781 | 3791 | 4581 | 4812 | 5034 | 5328 | 5239 | 5305 |
| Quellen: Cassini und INSEE |      |      |      |      |      |      |      |      |

## Sehenswürdigkeiten
- Kirche Saint-Léger, Monument historique[1]
- Haus Bordez-Greber, errichtet zu Beginn des 20. Jahrhunderts, Monument historique[2]

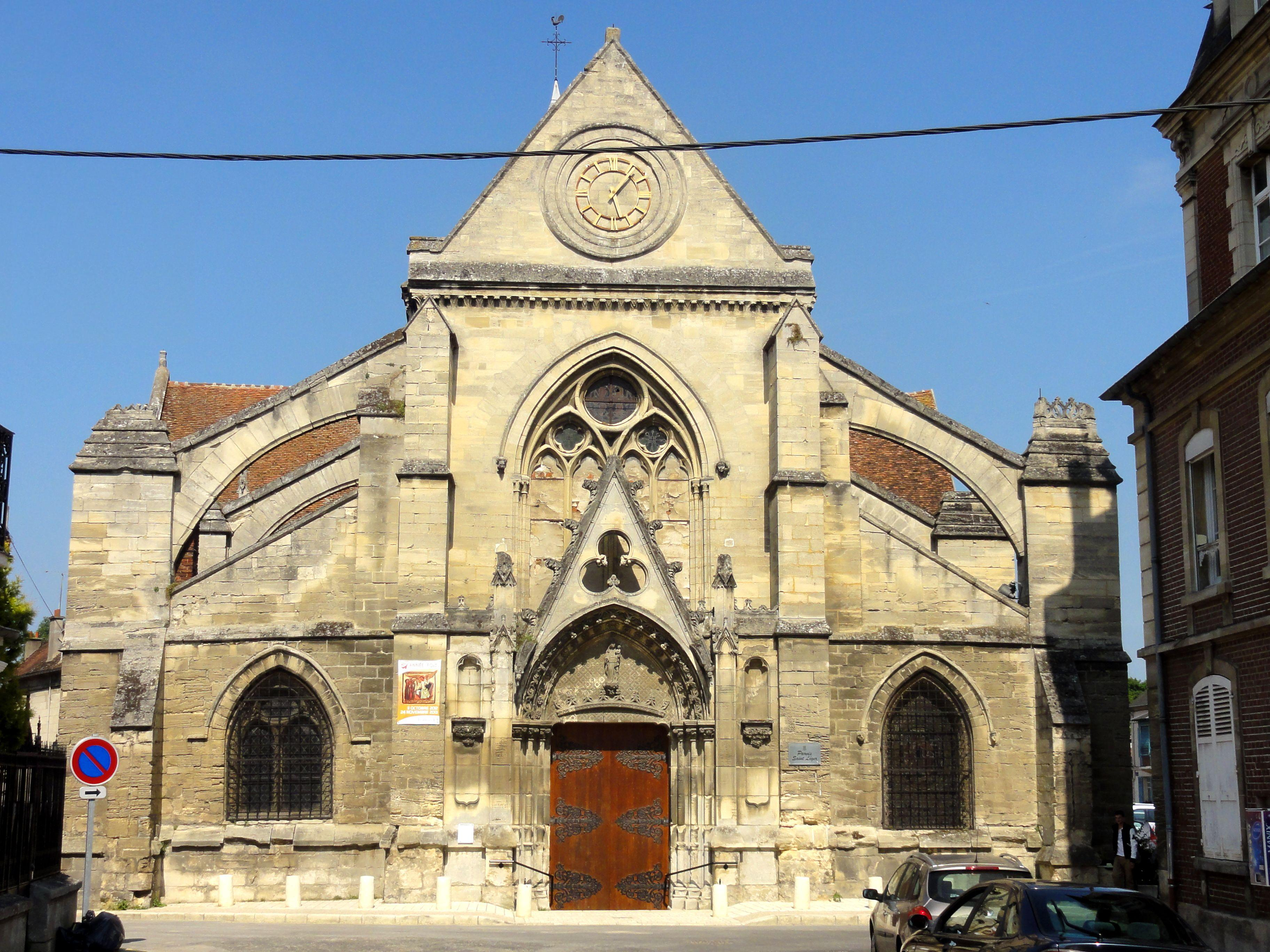
Westfassade der Kirche Saint-Léger
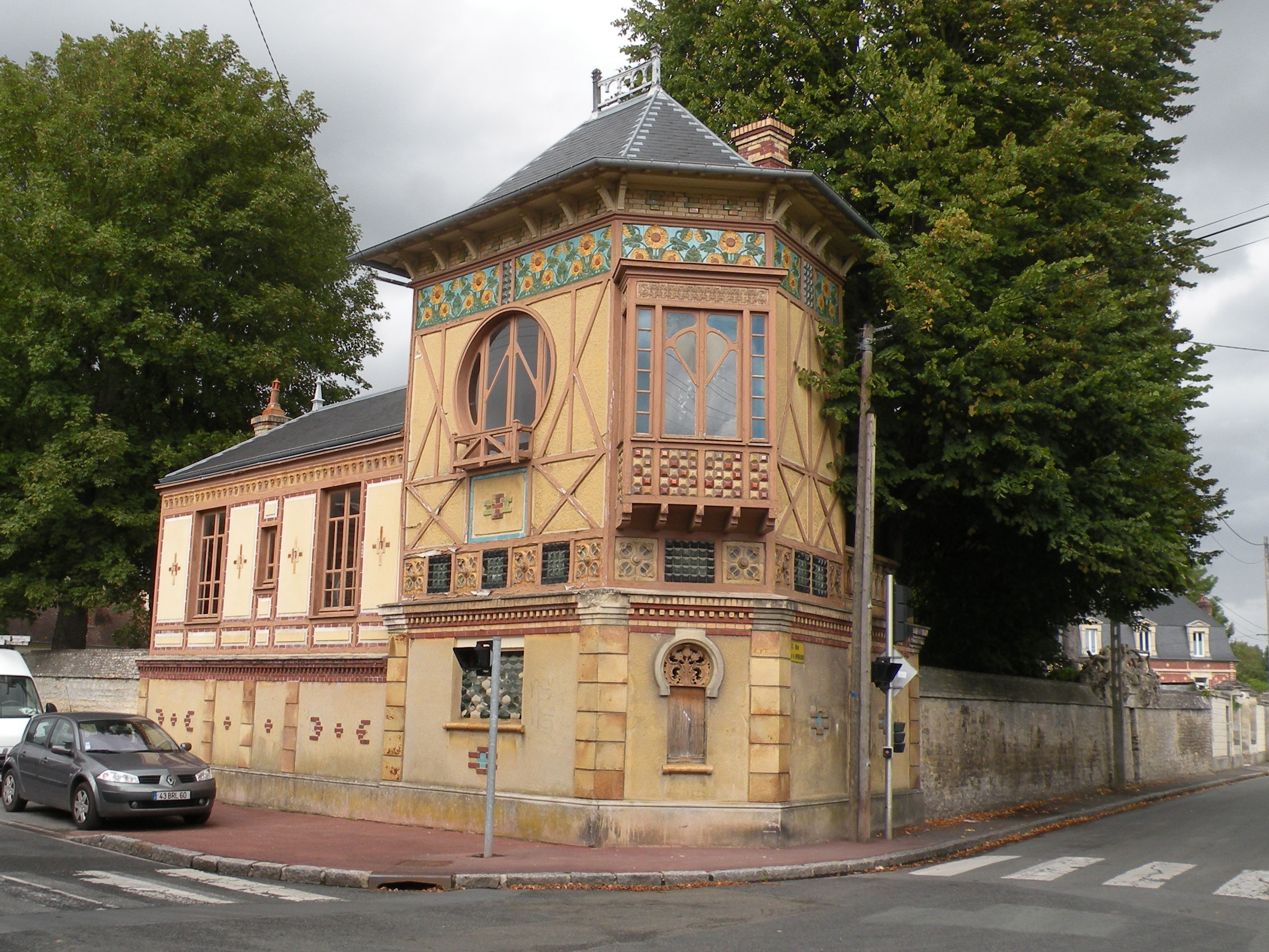
Haus Bordez-Greber
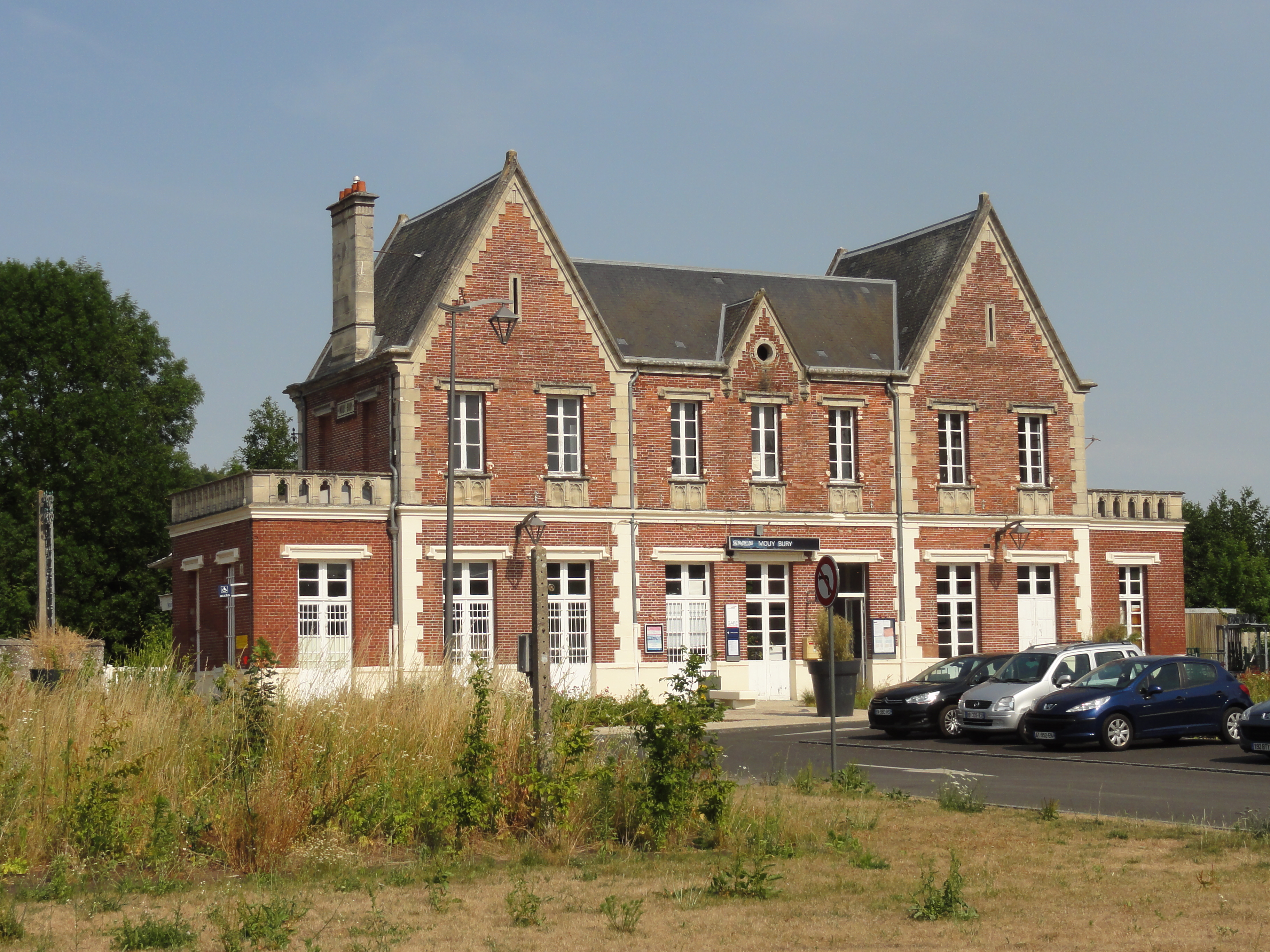
Bahnhof Mouy-Bury
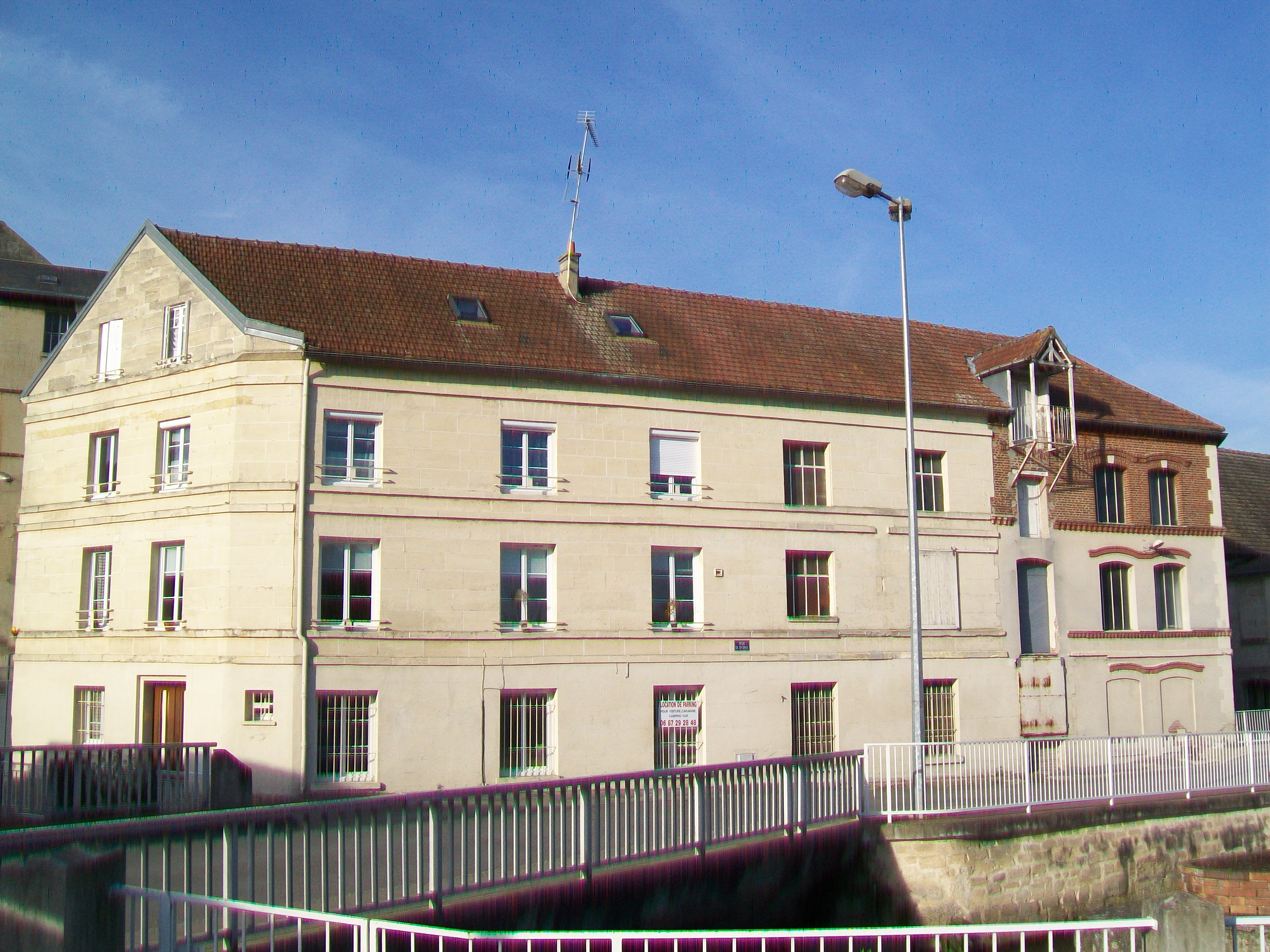
Getreidemühle
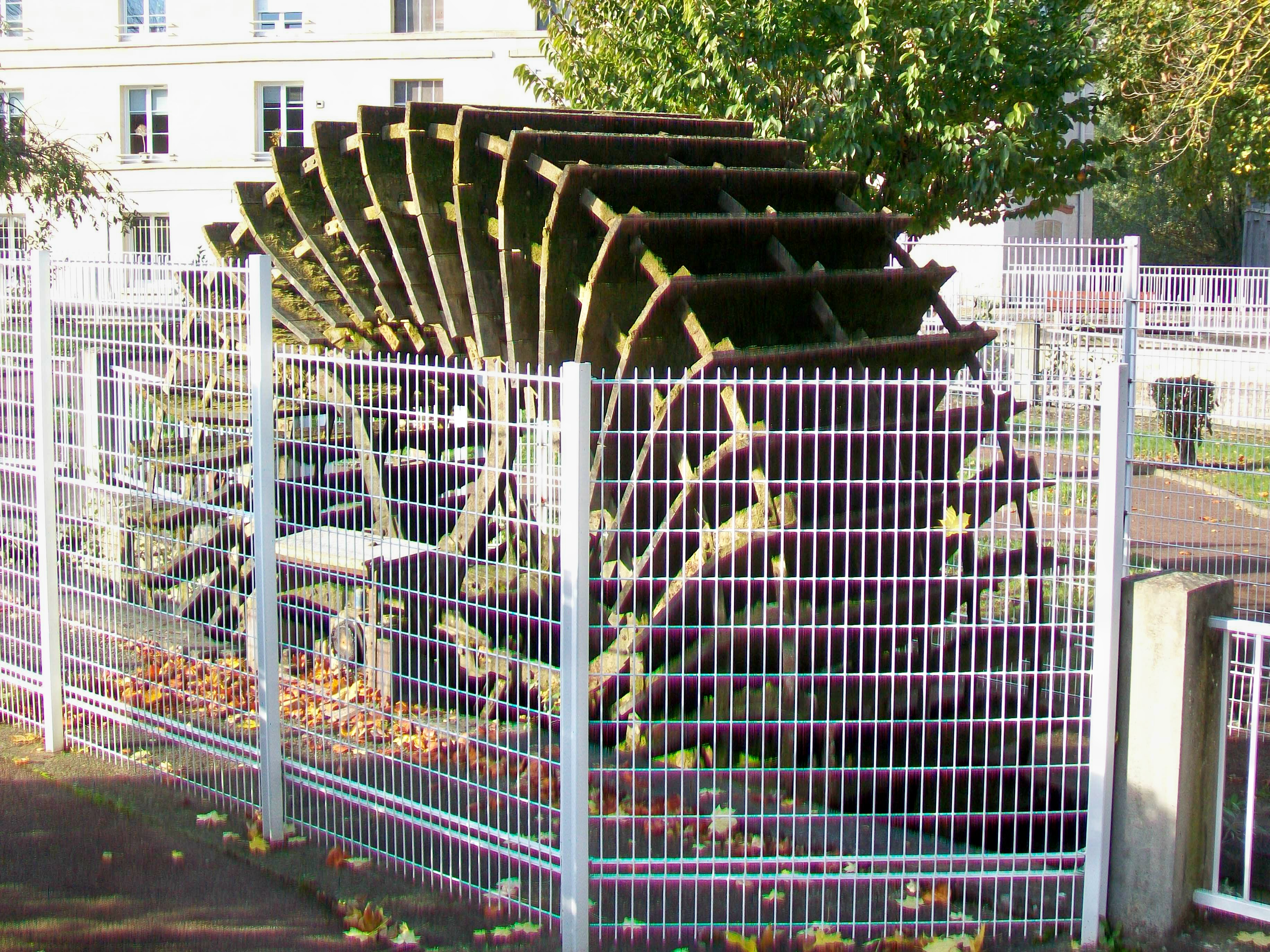
Ehemaliges Mühlrad im Stadtpark

## Persönlichkeiten
- Charlotte Thouret (1715–1794), geboren in Mouy, 1906 seliggesprochen